# Андрющенко, Яков Трофимович
Я́ков Трофи́мович Андрю́щенко (укр. Андрющенко Яків Трохимович; 20 сентября 1920 года — 28 февраля 2003 года) — советский офицер, участник Великой Отечественной войны, командир дивизиона 57-го артиллерийского полка 95-й стрелковой дивизии 49-й армии 2-го Белорусского фронта, капитан.
Герой Советского Союза (22.08.1944), полковник запаса.

## Биография
Родился 20 сентября 1920 года в селе Матвеевка ныне Золотоношского района Черкасской области в семье крестьянина. Украинец. Член КПСС с 1942 года. Окончил сельскохозяйственный техникум.
В 1940 году призван в ряды Красной армии. В 1941 году окончил Краснодарское зенитное артиллерийское училище. В боях Великой Отечественной войны с марта 1942 года. Воевал на Северо-Западном и 2-м Белорусском фронтах.
В июне 1944 года наши войска вели наступление на Могилёвском направлении. В этих боях отличился артиллерийский дивизион 57-го артиллерийского полка 95-й стрелковой дивизии, которым командовал капитан Я. Т. Андрющенко.
23 июня 1944 года, действуя смело и решительно, артиллеристы подавили четыре миномётные батареи врага в районе населенного пункта Золвоздино. Это помогло нашим частям, форсировавшим речку Проня, прорвать вражескую оборону и значительно продвинуться вперёд.
26 июня 1944 года во взаимодействии с бойцами 90-го стрелкового полка артиллерийский дивизион Я. Т. Андрющенко отразил четыре контратаки противника, подбил два немецких танка. В боях за села Василевичи и Тетеревник артиллеристы прямой наводкой подавили два противотанковых орудия и пять пулемётов, рассеяли и частично уничтожили около роты гитлеровцев.
Прикрывая переправу через Днепр, подразделение Я. Т. Андрющенко заставило умолкнуть три пулемётные точки и подавило огонь двух миномётных батарей врага. Это позволило нашим частям успешно форсировать реку и продвинуться вперед на пятнадцать километров.
28 июня 1944 года в бою за населённый пункт артиллеристы вели огонь прямой наводкой по вражеским войскам, отходившим по шоссе Могилёв — Минск. Противник потерял 10 орудий, из них два самоходных, два танка и 45 автомашин, около 250 солдат и офицеров. Артиллеристы захватили знамя немецкой дивизии.
Указом Президиума Верховного Совета СССР от 22 августа 1944 года
за образцовое выполнение боевых заданий Командования на фронте борьбы с немецкими захватчиками и проявленные при этом отвагу и геройство

капитану Андрющенко Якову Трофимовичу присвоено звание Героя Советского Союза с вручением ордена Ленина и медали «Золотая Звезда» (№ 4541).
После окончания Великой Отечественной войны продолжил службу в армии. В 1949 году окончил Высшую артиллерийскую офицерскую школу, в 1960 году — Центральные артиллерийские офицерские курсы. С 1969 года полковник Я. Т. Андрющенко — в запасе.
Жил в городе Черкассы (Украина). Умер 28 февраля 2003 года.

## Награды
- Медаль «Золотая Звезда» Героя Советского Союза (№ 4541)
- Орден Ленина
- Орден Александра Невского
- Орден Отечественной войны I степени
- Два ордена Красной Звезды
- Медали, в том числе:
  - Медаль «За победу над Германией в Великой Отечественной войне 1941—1945 гг.»
  - Юбилейная медаль «Двадцать лет Победы в Великой Отечественной войне 1941—1945 гг.»
  - Юбилейная медаль «Тридцать лет Победы в Великой Отечественной войне 1941—1945 гг.»
  - Юбилейная медаль «Сорок лет Победы в Великой Отечественной войне 1941—1945 гг.»

## Память
- Имя Героя Советского Союза Я. Т. Андрющенко увековечено на мемориале на площади Славы в Черкассах (Украина).